# Burbułatowe
Burbułatowe (ukr. Бурбулатове) – wieś na Ukrainie, w obwodzie charkowskim, w rejonie łozowskim. W 2001 liczyła 468 mieszkańców, spośród których 417 wskazało jako ojczysty język ukraiński, 42 rosyjski, 1 mołdawski, 3 węgierski, a 5 inny.